# كارل الثاني (ناخب بالاتينات)
كارل الثاني (الألمانية:Karl II. von der Pfalz؛ هايدلبرغ 31 مارس 1651 – 26 مايو 1685، هايدلبرغ)؛ كان ناخب بالاتينات بين عامي 1685-1680، هو ابن كارل لودفيش الأول، ناخب بالاتينات وزوجته الأولى شارلوت من هسن-كاسل.

## حياته
كان عهده قصير الذي امتد لحوالي خمسة سنوات، بحيث عُرف عنه بأنه ذو طابع ضعيف وخجول، أصبح معلمه السابق الغير كفء رئيساً لوزراء، وأيضا لم يظهر كارل تحمساً لحياة عسكرية، ومع ذلك كان كالفيني صارماً، وفي عام 1671 رتبت له عمته الناخبة صوفي من هانوفر زواجه من الأميرة فيلهيلمينا إرنستين ابنة فريدريك الثالث ملك الدنمارك والنرويج، ومع ذلك هذا الزواج لم يشاهد أنجاب لأطفال.
بعد وفاته في عام 1685، تم تمرير الانتخابية إلى فرع نيوبورغ الكاثوليك، وإلا أن شقيقته إليزابيث شارلوت من بالاتينات بدعم من صهرها لويس الرابع عشر طالبت بحقها في الانتخابية، مما أدى في نهاية المطاف إلى غزو الفرنسي لـ بالاتينات في 1688 ونشوء الحرب التسع أعوام.